# Зграда у Ул. Франкопанској бр. 2 у Суботици
Зграда у Ул. Франкопанској бр. 2 у Суботици, подигнута је крајем 19. века, као једна од пет школских зграда намењених за потребе основног образовања, великих габарита и сличне су стамбеним палатама са карактеристикама еклектике, неоренесансне стилске оријентације што није било карактеристично за градњу тих грађевина у то време на овом подручју. Зграда представља непокретно културно добро као споменик културе.
Након прихватања предрачуна отпочела је изградња према пројектима архитекте Титуса Мачковића, који је пројектовао и остале школе. За време градње пројектант је дошао у сукоб са тадашњим градским властима и градња је завршена под надзором градског инжењера Ђуле Валија, који је унео више промена у оригиналне пројекте. Изградња објекта је завршена 1. септембра 1892. године, а настава је почела већ наредне школске године.

## Архитектура
Основа је у облику неправилног ћириличног слова „П” са укупно тринаест учионица, просторијом за обављање праксе, зборницом, фискултурном салом и два стана за домаре. То је самостојећи угаони једноспратни објекат којем је накнадно неадекватном доградњом подигнут и други спрат. Објекат је репрезентативног изгледа, грађен је од чврстог материјала жутом фасадном опеком која му уједно даје и декоративну ноту. Праве линије венаца и прозори који теку у ритмичком низу деле фасаду по хоризонтали. Главни улаз смештен је централно на прочељу и води преко степеништа са оградом од балустраде. Отвори на сокли сегментно завршавају, у приземљу су лучни, док се на спрату оба облика отвора смењују у ритму. Сви отвори имају опшив изведен у малтеру, а изнад равно завршених прозора су профилисани архитрави. На фасадама се јављају слепи прозори, а бочне ивице на објекту су маркиране блоковима изведеним у малтеру. Кров је сложени, прекривен црвеним жљебљеним црепом.
Данас је у објекту смештена Школски центар „Доситеј Обрадовић” . Поред архитектонско-урбанистичке вредности, школа представља први репрезентативни објекат у граду намењен потребама школства и од посебног је кутурног, образовног и историјског значаја.